# Aiolopus
Sinica (Aiolopus) – rodzaj owadów prostoskrzydłych z rodziny szarańczowatych.
Owady te osiągają do 30 mm długości. Głowę cechują trapezowate dołki ciemieniowe oraz wierzchołek ciemienia ustawiony pod kątem prostym w stosunku do środka czoła. Przedplecze charakteryzują słabo zaznaczone listewki boczne i niska, przecięta pojedynczą bruzdą poprzeczną listewka środkowa. Obie pary skrzydeł sięgają poza tylne uda. Na pokrywach obecna jest wyraźna żyłka wtrącona w polu środkowym. Tylne skrzydła są co najwyżej u nasady lekko zabarwione i co najwyżej na wierzchołkach słabo przydymione.
Przedstawiciele występują w większej części Afryki, Europy i Azji oraz na niektórych wyspach Oceanii. W Polsce rodzaj ten jest reprezentowany tylko przez sinicę nadbrzeżną.
Takson ten wprowadzony został w 1853 roku przez F. Fiebera. Należy tu 14 opisanych gatunki:
- Aiolopus carinatus (Bey-Bienko, 1966)
- Aiolopus dubia Willemse, 1923
- Aiolopus longicornis Sjöstedt, 1910
- Aiolopus luridus (Brančik, 1896)
- Aiolopus markamensis Yin, 1984
- Aiolopus meruensis Sjöstedt, 1910
- Aiolopus morulimarginis Zheng & Sun, 2008
- Aiolopus nigritibis Zheng & Wei, 2000
- Aiolopus obariensis Usmani, 2008
- Aiolopus oxianus Uvarov, 1926
- Aiolopus puissanti Defaut, 2005
- Aiolopus simulatrix (Walker, 1870)
- Aiolopus strepens (Latreille, 1804)
- Aiolopus thalassinus (Fabricius, 1781) – sinica nadbrzeżna